# 沖津和
沖津 和（おきつ やまと、1986年5月18日 - ）は、日本の男性俳優、声優、子役。神奈川県出身。
2001年の映画『まぶだち』（古厩智之監督）では主演を演じ、第16回高崎映画祭（2002年）最優秀新人男優賞を受賞した。

## 出演作品
下記のほか、舞台や歌舞伎への出演がある。

### 映画
- 釣りバカ日誌7（1994年） - デビュー作[1]
- sWinG maN（2000年）
- まぶだち（2001年） - 主演
- コンセント（2002年）

### テレビドラマ
- 女と愛とミステリー 刑法第39条part2 フラッシュ・バック（2001年、テレビ東京系） - 原作・永井泰宇『フラッシュ・バック 39【刑法第三十九条】PARTII』
- ミニモニ。でブレーメンの音楽隊（2004年）

### アニメーション（声の出演）
- MASTERキートン（1998年） - 第27話（ソフト化される際に追加されたエピソードで、テレビアニメ初回放送時には放映されていない。DVD『MASTERキートン File3』に収録）